# Rudolf Thommen
Rudolf Thommen (* 2. März 1860 in Pettau, Herzogtum Steiermark, Kaisertum Österreich, heute Ptuj, Slowenien; † 14. Oktober 1950 in Basel; reformiert; heimatberechtigt in Basel) war ein Schweizer Historiker und Diplomatiker.

## Leben und Werk
Rudolf Thommen war ein Sohn des Eisenbahningenieurs Achilles Thommen. Er studierte Geschichte an den Universitäten Innsbruck und Wien, wo er 1883 zum Dr. phil. promovierte. 1889 habilitierte er sich an der Universität Basel, wo er ab 1897 als ausserordentlicher und von 1915 bis 1931 als ordentlicher Professor für Schweizer Geschichte und historische Hilfswissenschaften wirkte. Seine Spezialgebiete waren Paläografie, Diplomatik und Chronologie sowie die Geschichte der Universität Basel. Gemeinsam mit Rudolf Wackernagel bearbeitete er das elfbändige Urkundenbuch der Stadt Basel.

## Schriften und Quelleneditionen (Auswahl)
- Geschichte der Universität Basel 1532–1632, Basel 1889 (online)
- Urkundenbuch der Stadt Basel, 11 Bände, Basel 1890–1910 (Bearbeiter, gemeinsam mit Rudolf Wackernagel)
- Urkunden zur Schweizer Geschichte aus österreichischen Archiven, 5 Bde., Basel 1899–1935 (Herausgeber) ( Digitalisat Bd.1)
- Die Geschichte unserer Gesellschaft. In: Basler Zeitschrift für Geschichte und Altertumskunde, Bd. 1, 1902. S. 202–242. (Digitalisat)
- Urkundenlehre, 1. und 2. Teil: Grundbegriffe, Königs- und Kaiserurkunden, 2. Aufl., Leipzig 1913
- Die Universität Basel in den Jahren 1884–1913, Basel 1914
- Friedensverträge und Bünde der Eidgenossenschaft mit Frankreich 1444–1777. In: Basler Zeitschrift für Geschichte und Altertumskunde, Bd. 15, 1916, S. 117–214. (Digitalisat)
- Eine abgelehnte Huldigung. In: Basler Zeitschrift für Geschichte und Altertumskunde, Bd. 23, 1925, S. 143–154. (Digitalisat)
- (Herausgeber mit Karl Stehlin) Aus der Reisebeschreibung des Pero Tafur, 1438 und 1439, in: Basler Zeitschrift für Geschichte und Altertumskunde, Bd. 25 (1926) S. 45–107 (doi:10.5169/seals-113751)